# Jan III z Dražic
Jan III z Dražic (zm. 21 października 1278 r.) – czeski duchowny katolicki, biskup praski od 1258 r., doradca i bliski współpracownik króla Przemysła Ottokara II.

## Życiorys
Pochodził z czeskiej rodziny szlacheckiej. jego matka wywodziła się z rodu Drażiców i była siostrą biskupa Jana II. Po śmierci biskupa Mikołaja został wybrany 1 lutego 1258 r. przez praską kapitułę katedralną na nowego ordynariusza diecezji. Święcenia biskupie przyjął 12 maja tego samego roku w Wiedniu.
Należał do bliskich współpracowników króla Przemysła Ottokara II i dynastii Przemyślidów, biorąc udział w wielu misjach dyplomatycznych. W 1264 r. poświęcił kaplicę królewską Wszystkich Świętych na hradczańskich zamku. W 1267 r. uczestniczył w synodzie wiedeńskim oraz w 1274 r. w Soborze Lyońskim II.
Przyczynił się do rozbudowy katedry św. Wita w Pradze oraz ufundował kilka nowych klasztorów, dbając jednocześnie o rozwój gospodarczy dóbr biskupich. Zmarł w 1278 r.